# لويز فيمر
لويز فيمر (بالفرنسية: Louise Wimmer)‏ هو فيلم دراما فرنسي انتج عام 2012، من إخراج سيريل مينيغوين.

## روابط خارجية
- لويز فيمر على موقع IMDb (الإنجليزية)
- لويز فيمر على موقع روتن توميتوز (الإنجليزية)
- لويز فيمر على موقع قاعدة بيانات الأفلام العربية
- لويز فيمر على موقع ألو سيني (الفرنسية)
- لويز فيمر على موقع Turner Classic Movies (الإنجليزية)
- لويز فيمر على موقع أول موفي (الإنجليزية)
- لويز فيمر على موقع فيلمافينيتي (الإسبانية)
- لويز فيمر على موقع قاعدة بيانات الفيلم (الإنجليزية)
- لويز فيمر على موقع ليتربوكسد (الإنجليزية)
- لويز فيمر على موقع كينوبويسك (الروسية)